# Alice Wilson Frothingham
Alice Wilson Frothingham   (Jersey City, 10 de maig de 1902 - 21 d'agost de 1976) va ser una historiadora de l'art nord-americana, especialitzada en l'estudi de la ceràmica i el vidre espanyols. Va escriure diverses obres sobre aquesta temàtica, algunes de les quals son encara avui en dia de referència. Formà part de la Hispanic Society of America.

## Obres destacades
- Modern Glass from Valencia and Cataluña (1931)
- Lustreware of Spain (1951)
- Barcelona Glass in the Venetian Style (1956)
- Tile Panels of Spain (1969)